# Saint-Éloy-les-Tuileries
Pour les articles homonymes, voir Saint-Éloy.
Saint-Éloy-les-Tuileries est une commune française située dans le département de la Corrèze en région Nouvelle-Aquitaine.

## Géographie

### Généralités

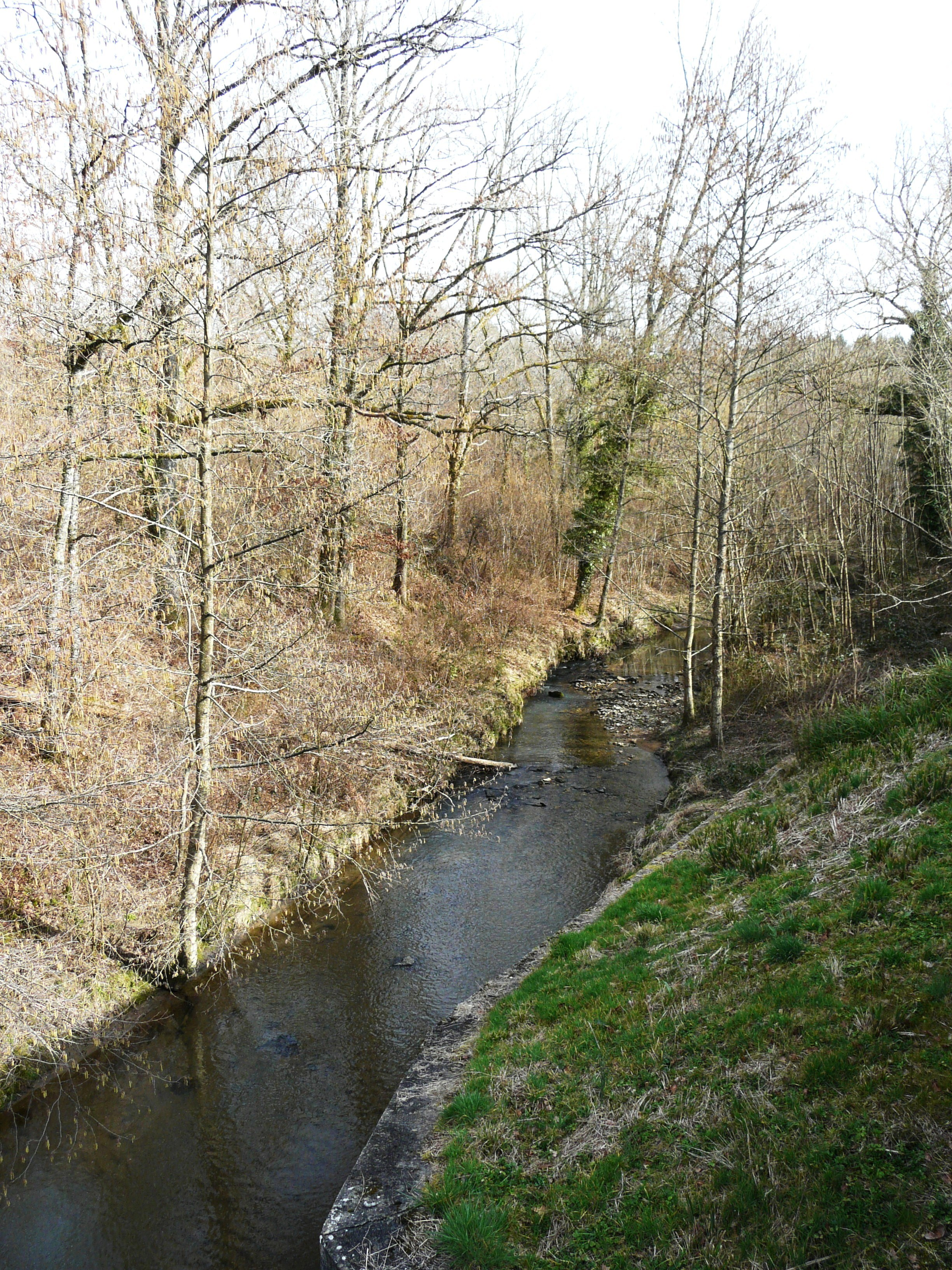
La Penchennerie, en limite de Saint-Éloy-les-Tuileries et de Ségur-le-Château.

Dans l'ouest du département de la Corrèze, la commune de Saint-Éloy-les-Tuileries s'étend sur 9,13 km2. Elle est traversée du nord-est au sud-ouest par la Boucheuse — un affluent de l'Auvézère — qui lui sert de limite naturelle à l'ouest sur trois kilomètres et bordée au sud et au sud-est sur cinq kilomètres par le ruisseau de la Penchennerie, un autre affluent de l'Auvézère.
L'altitude minimale avec 263 mètres se trouve localisée à l'extrême sud-ouest, au niveau du lieu-dit Forge de Faye, là où la Boucheuse quitte la commune et entre en Dordogne sur celle de Payzac. L'altitude maximale avec 366 ou 367 mètres est située entre les lieux-dits Besse et la Rivière, sur les hauteurs entre les vallées de la Boucheuse et du ruisseau de la Penchennerie.
Traversé par la route départementale (RD) 46, le bourg de Saint-Éloy-les-Tuileries est situé, en distances orthodromiques, dix kilomètres au sud-est de Saint-Yrieix-la-Perche, et 21 kilomètres à l'ouest d'Uzerche.
Le territoire communal est également desservi par la RD 6.

### Communes limitrophes
Saint-Éloy-les-Tuileries est limitrophe de cinq autres communes dont une dans le département de la Dordogne et deux dans celui de la Haute-Vienne.
|                        | Saint-Yrieix-la-Perche (Haute-Vienne) |                           |
| Glandon (Haute-Vienne) | Saint-Éloy-les-Tuileries              | Saint-Julien-le-Vendômois |
| Payzac (Dordogne)      |                                       | Ségur-le-Château          |

### Climat
Pour des articles plus généraux, voir Climat de la Nouvelle-Aquitaine et Climat de la Corrèze.
Historiquement, la commune est dans une zone de transition entre les climats océaniques aquitain et limousin.  
En 2020, Météo-France publie une typologie des climats de la France métropolitaine dans laquelle la commune est exposée à un climat océanique altéré et est dans la région climatique  Ouest et nord-ouest du Massif Central, caractérisée par une pluviométrie annuelle de 900 à 1 500 mm, maximale en automne et en hiver.
Pour la période 1971-2000, la température annuelle moyenne est de 11,4 °C, avec  une amplitude thermique annuelle de 14,9 °C. Le cumul annuel moyen de précipitations est de 1 107 mm, avec 13,2 jours de précipitations en janvier et 7,7 jours en juillet. Pour la période 1991-2020, la température moyenne annuelle observée sur la station météorologique la plus proche, située sur la commune de Lubersac à 9 km à vol d'oiseau, est de 11,7 °C et le cumul annuel moyen de précipitations est de 1 130,6 mm,. Pour l'avenir, les paramètres climatiques de la commune estimés pour 2050 selon différents scénarios d’émission de gaz à effet de serre sont consultables sur un site dédié publié par Météo-France en novembre 2022.

## Urbanisme

### Typologie
Au 1er janvier 2024, Saint-Éloy-les-Tuileries est catégorisée commune rurale à habitat très dispersé, selon la nouvelle grille communale de densité à 7 niveaux définie par l'Insee en 2022.
Elle est située hors unité urbaine. Par ailleurs la commune fait partie de l'aire d'attraction de Saint-Yrieix-la-Perche, dont elle est une commune de la couronne,. Cette aire, qui regroupe 11 communes, est catégorisée dans les aires de moins de 50 000 habitants,.

### Occupation des sols
L'occupation des sols de la commune, telle qu'elle ressort de la base de données européenne d’occupation biophysique des sols Corine Land Cover (CLC), est marquée par l'importance des territoires agricoles (76 % en 2018), une proportion sensiblement équivalente à celle de 1990 (75,6 %). La répartition détaillée en 2018 est la suivante : 
zones agricoles hétérogènes (64,1 %), forêts (24 %), prairies (11,9 %).
L'évolution de l’occupation des sols de la commune et de ses infrastructures peut être observée sur les différentes représentations cartographiques du territoire : la carte de Cassini (XVIIIe siècle), la carte d'état-major (1820-1866) et les cartes ou photos aériennes de l'IGN pour la période actuelle (1950 à aujourd'hui).

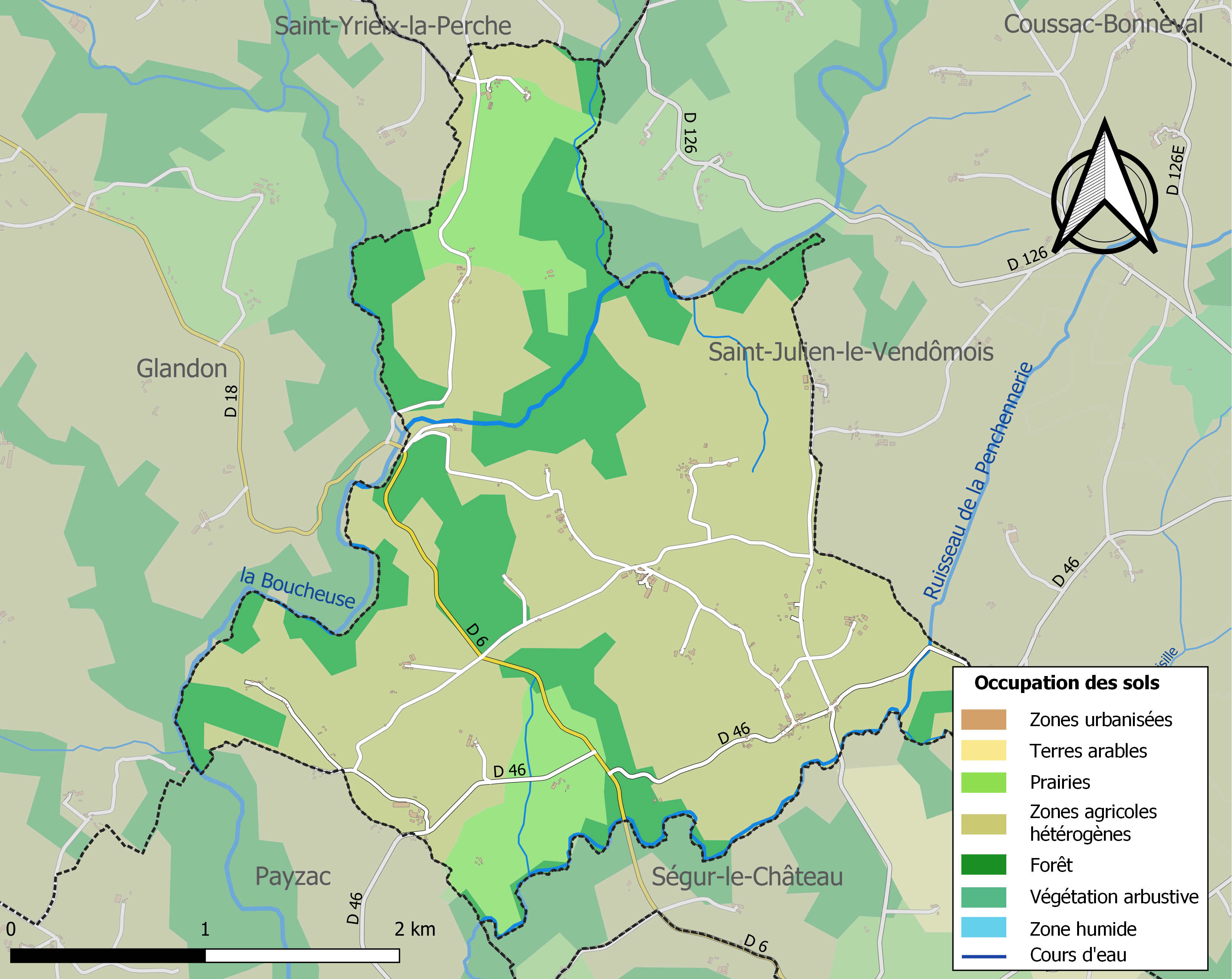
Carte des infrastructures et de l'occupation des sols de la commune en 2018 (CLC).

### Risques majeurs
Le territoire de la commune de Saint-Éloy-les-Tuileries est vulnérable à différents aléas naturels : météorologiques (tempête, orage, neige, grand froid, canicule ou sécheresse), feux de forêts, mouvements de terrains et séisme (sismicité très faible). Il est également exposé à un risque particulier : le risque de radon. Un site publié par le BRGM permet d'évaluer simplement et rapidement les risques d'un bien localisé soit par son adresse soit par le numéro de sa parcelle.

#### Risques naturels

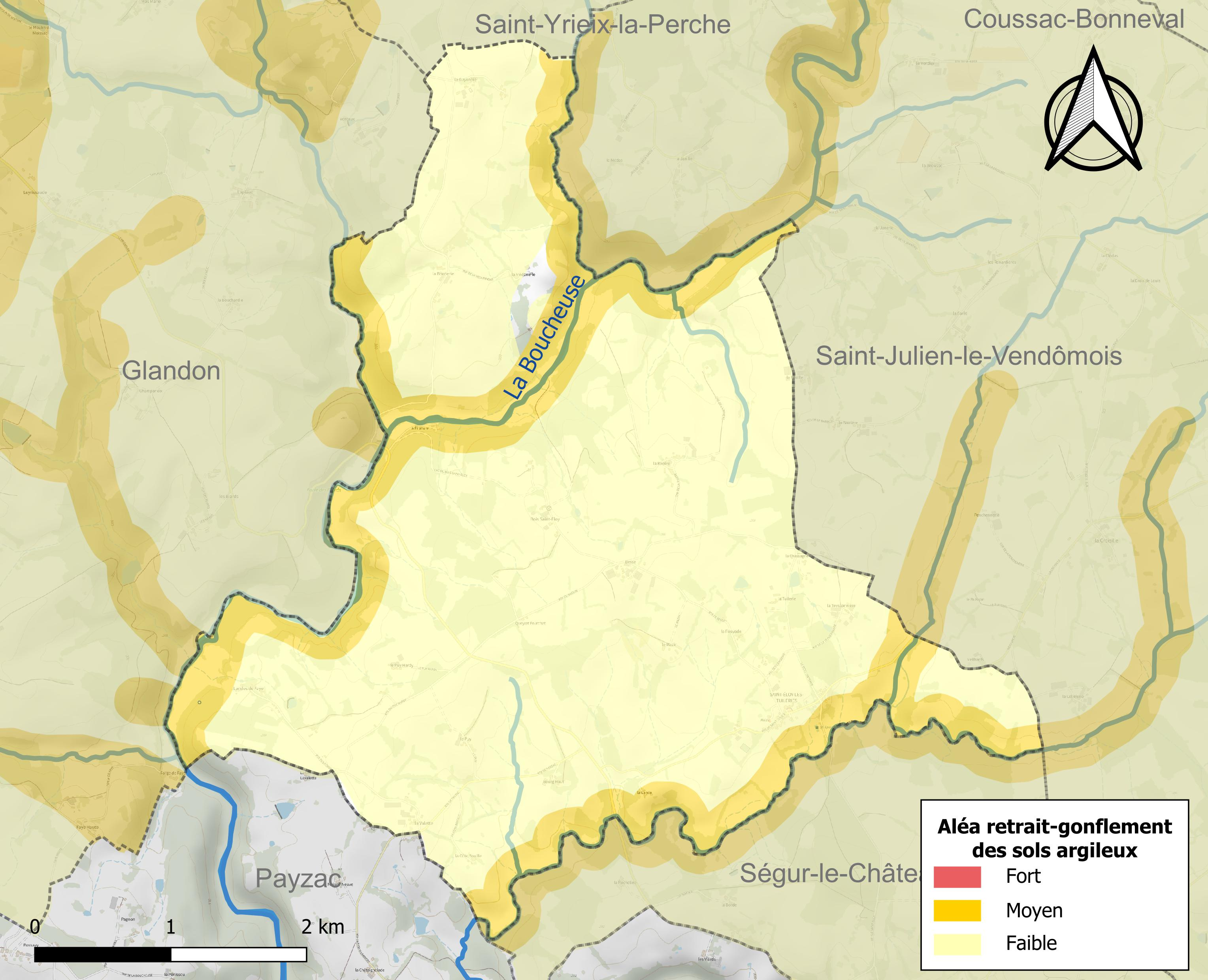
Carte des zones d'aléa retrait-gonflement des sols argileux de Saint-Éloy-les-Tuileries.

La commune est vulnérable au risque de mouvements de terrains constitué principalement du retrait-gonflement des sols argileux. Cet aléa est susceptible d'engendrer des dommages importants aux bâtiments en cas d’alternance de périodes de sécheresse et de pluie. 22,1 % de la superficie communale est en aléa moyen ou fort (26,8 % au niveau départemental et 48,5 % au niveau national). Sur les 83 bâtiments dénombrés sur la commune en 2019, quatre sont en aléa moyen ou fort, soit 5 %, à comparer aux 36 % au niveau départemental et 54 % au niveau national. Une cartographie de l'exposition du territoire national au retrait gonflement des sols argileux est disponible sur le site du BRGM,.
Concernant les feux de forêt, aucun plan de prévention des risques incendie de forêt (PPRIF) n’a été établi en Corrèze, néanmoins le code de l’urbanisme impose la prise en compte des risques dans les documents d’urbanisme. Le périmètre des servitudes d'utilité publique et des zones d'obligation légale de débroussaillement pour les particuliers est quant à lui défini pour la commune dans une carte dédiée. 

#### Risque particulier
Dans plusieurs parties du territoire national, le radon, accumulé dans certains logements ou autres locaux, peut constituer une source significative d’exposition de la population aux rayonnements ionisants. Certaines communes du département sont concernées par le risque radon à un niveau plus ou moins élevé. Selon la classification de 2018, la commune de Saint-Éloy-les-Tuileries est classée en zone 2, à savoir zone à potentiel radon faible mais sur lesquelles des facteurs géologiques particuliers peuvent faciliter le transfert du radon vers les bâtiments. 

## Toponymie
En occitan, la commune se nomme Sent Aliég.

## Histoire
Saint-Éloy fait partie des communes créées aux débuts de la Révolution française. Elle a changé de nom pour Saint-Éloy-les-Tuileries en 1919.

## Politique et administration

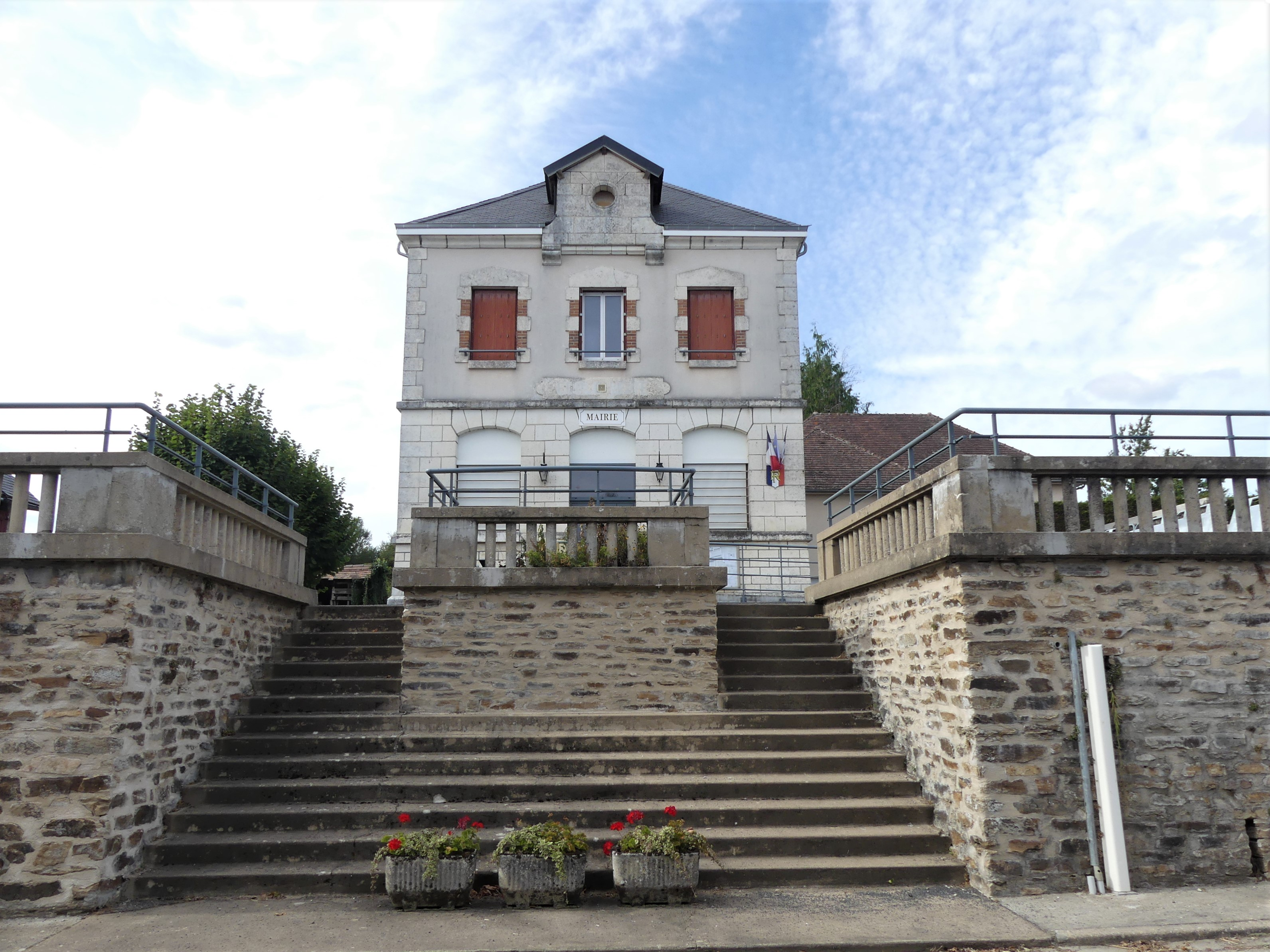
La mairie en 2019.

| Période                                  | Période  | Identité       | Étiquette | Qualité |
| ---------------------------------------- | -------- | -------------- | --------- | ------- |
| Les données manquantes sont à compléter. |          |                |           |         |
|                                          |          |                |           |         |
| mars 2001 (réélu en mai 2020)            | En cours | Francis Delort |           | Artisan |

## Démographie
L'évolution du nombre d'habitants est connue à travers les recensements de la population effectués dans la commune depuis 1793. Pour les communes de moins de 10 000 habitants, une enquête de recensement portant sur toute la population est réalisée tous les cinq ans, les populations de référence des années intermédiaires étant quant à elles estimées par interpolation ou extrapolation. Pour la commune, le premier recensement exhaustif entrant dans le cadre du nouveau dispositif a été réalisé en 2007.

En 2022, la commune comptait 111 habitants, en évolution de +6,73 % par rapport à 2016 (Corrèze : −0,59 %, France hors Mayotte : +2,11 %).
| 1793 | 1800 | 1806 | 1821 | 1831 | 1836 | 1841 | 1846 | 1851 |
| ---- | ---- | ---- | ---- | ---- | ---- | ---- | ---- | ---- |
| 636  | 390  | 413  | 452  | 503  | 363  | 329  | 386  | 398  |

| 1856 | 1861 | 1866 | 1872 | 1876 | 1881 | 1886 | 1891 | 1896 |
| ---- | ---- | ---- | ---- | ---- | ---- | ---- | ---- | ---- |
| 385  | 386  | 371  | 339  | 345  | 352  | 349  | 351  | 365  |

| 1901 | 1906 | 1911 | 1921 | 1926 | 1931 | 1936 | 1946 | 1954 |
| ---- | ---- | ---- | ---- | ---- | ---- | ---- | ---- | ---- |
| 367  | 362  | 372  | 320  | 314  | 319  | 300  | 277  | 272  |

| 1962 | 1968 | 1975 | 1982 | 1990 | 1999 | 2006 | 2007 | 2012 |
| ---- | ---- | ---- | ---- | ---- | ---- | ---- | ---- | ---- |
| 252  | 218  | 196  | 159  | 133  | 124  | 120  | 119  | 114  |

| 2017 | 2022 | - | - | - | - | - | - | - |
| ---- | ---- | - | - | - | - | - | - | - |
| 102  | 111  | - | - | - | - | - | - | - |

## Culture locale et patrimoine

### Lieux et monuments
- La villa gallo-romaine du Boin est classée au titre des monuments historiques en 1988[26].
- L'ensemble rural de la Rivière, ou de la Ribière, composé de la grange ovalaire, du logis, de la porcherie et des sols de la parcelle a été classé au titre des monuments historiques en 1996[27]. Cet ensemble a été restauré avec le remplacement du toit en tôle par du chaume, comme à l'origine[28].
- L'église paroissiale Saint-Éloy recèle une cloche en bronze datant de 1532, classée au titre des monuments historiques en 1908[29].

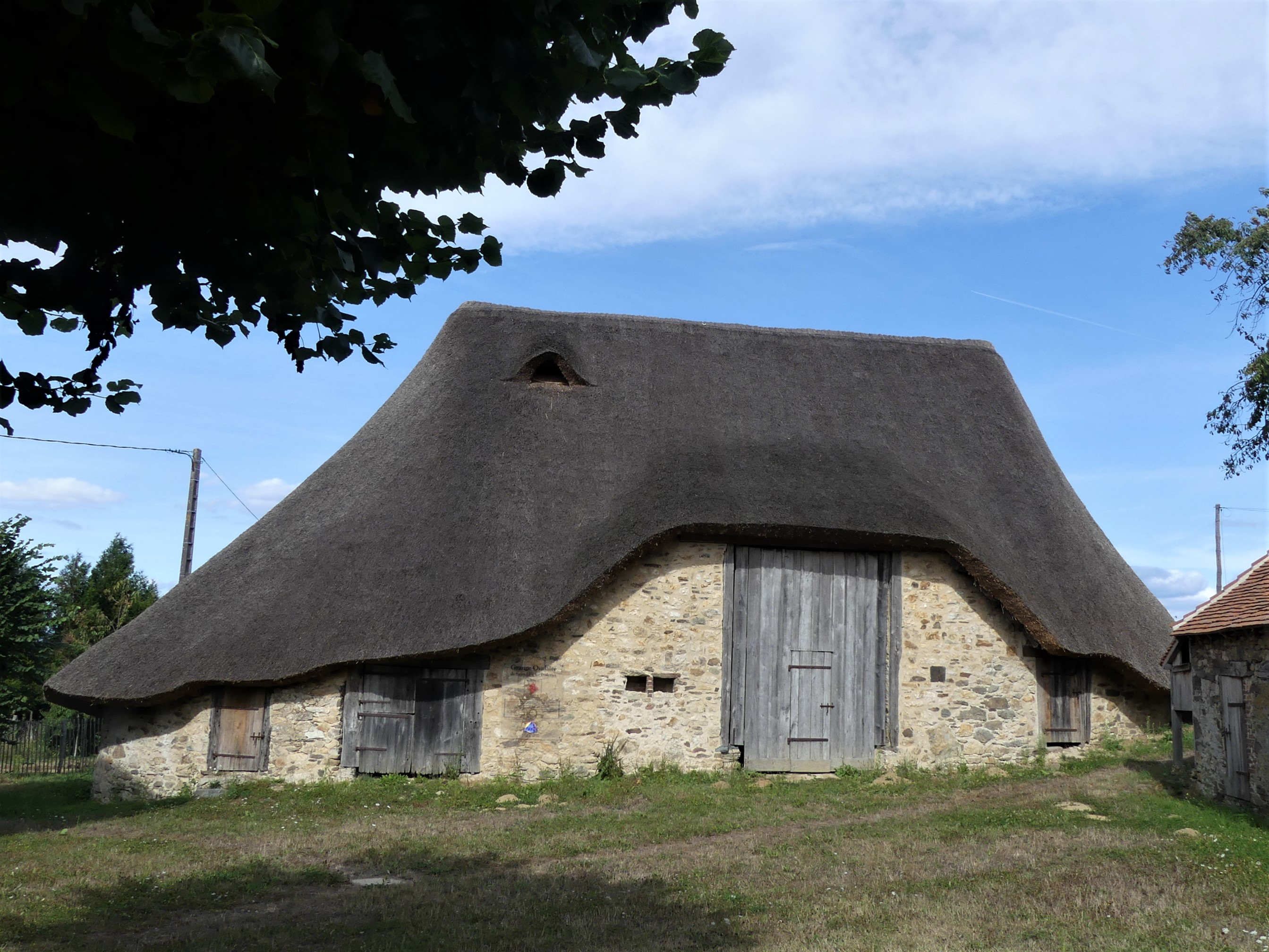
La grange ovale de l'ensemble rural de la Rivière.
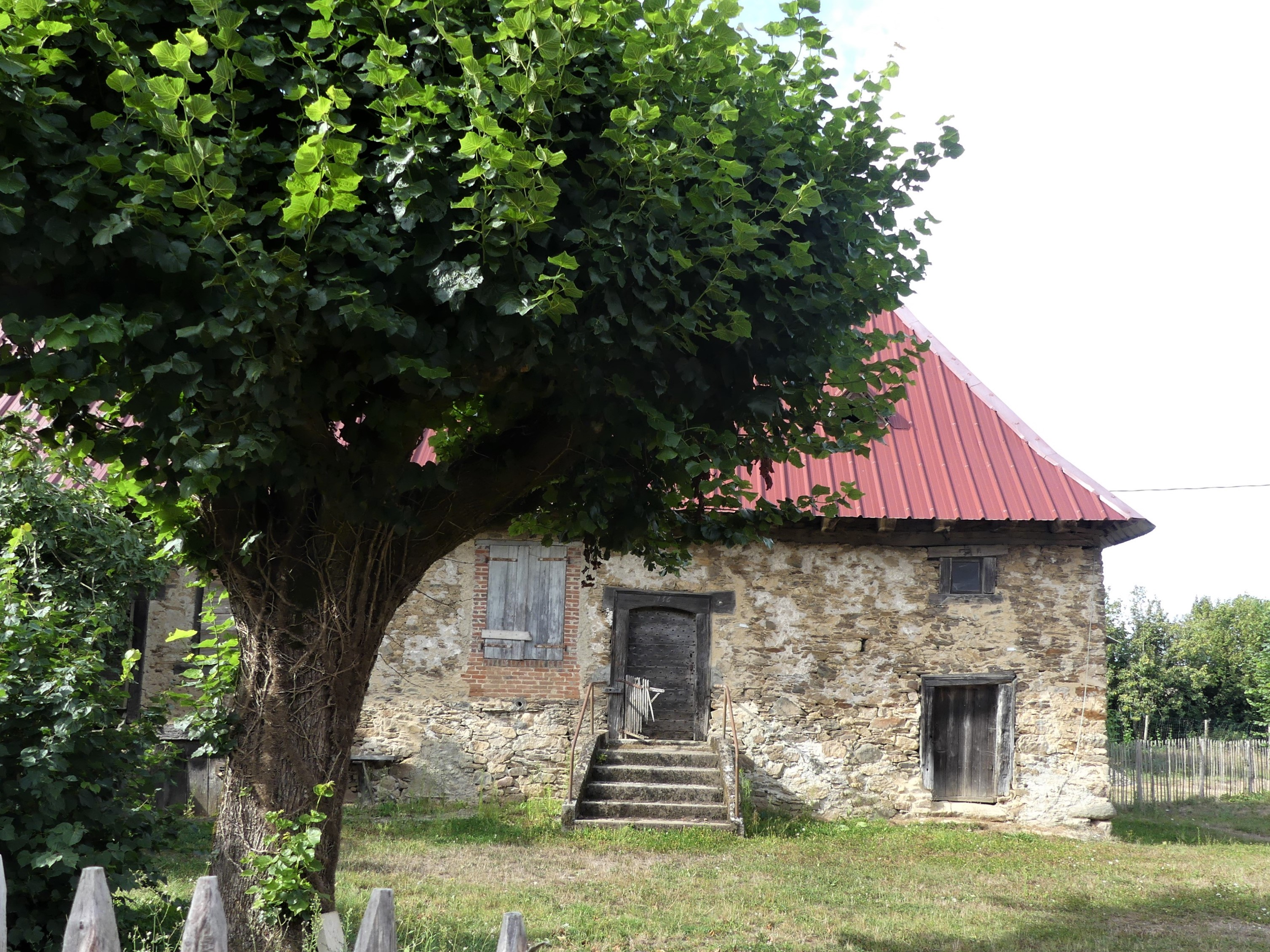
Le logis de l'ensemble rural de la Rivière.
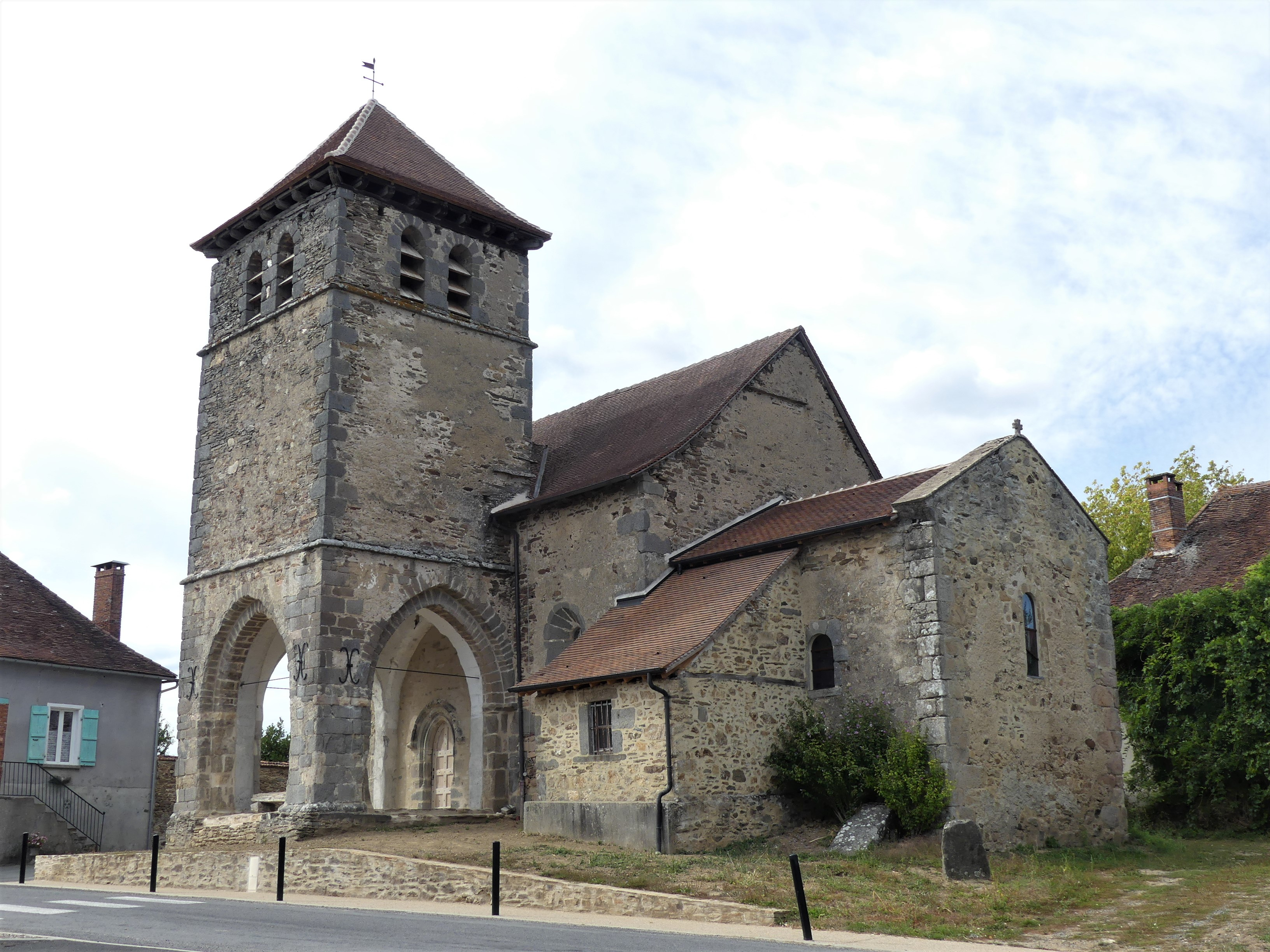
L'église Saint-Éloy.
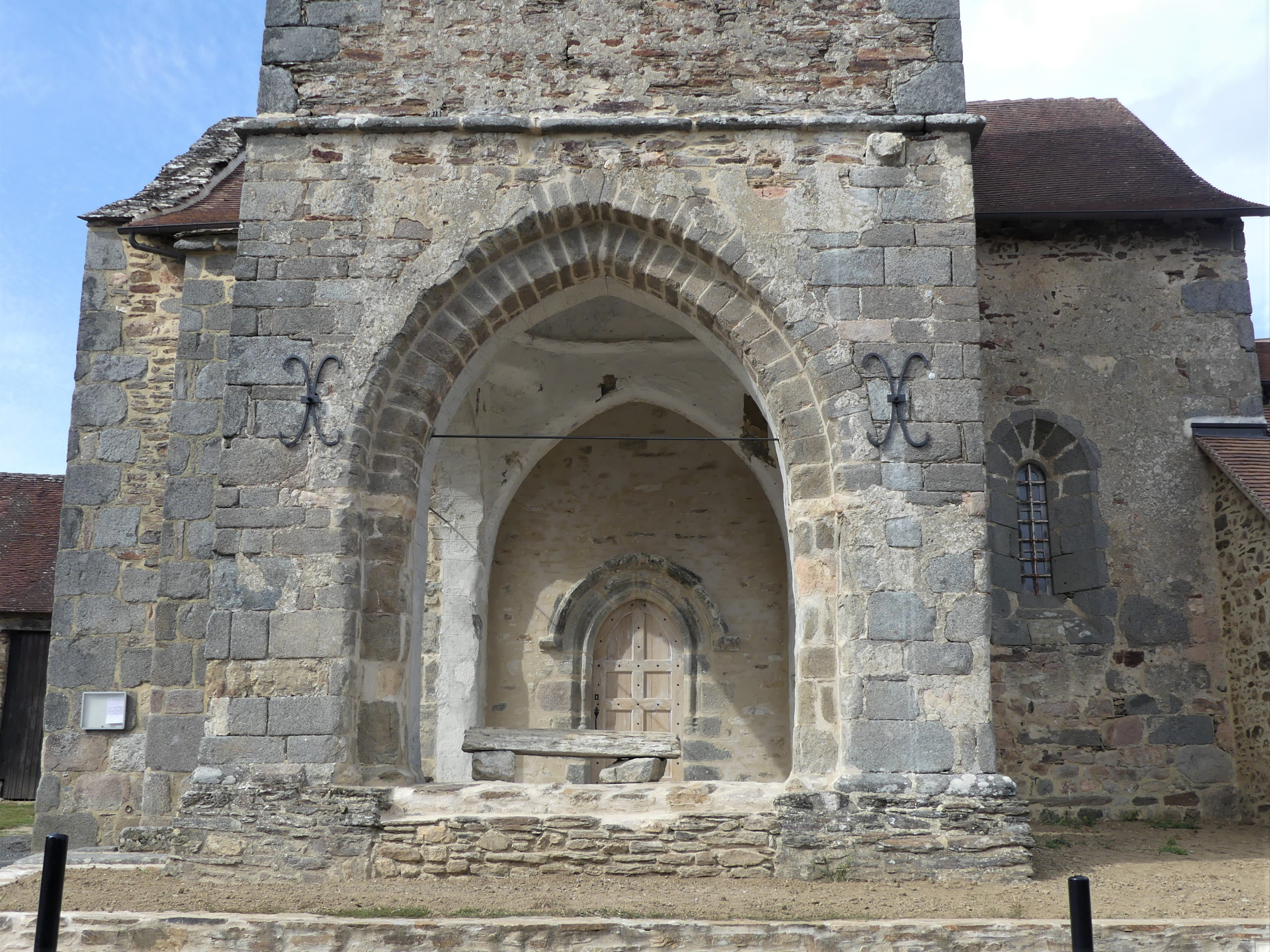
Son porche.
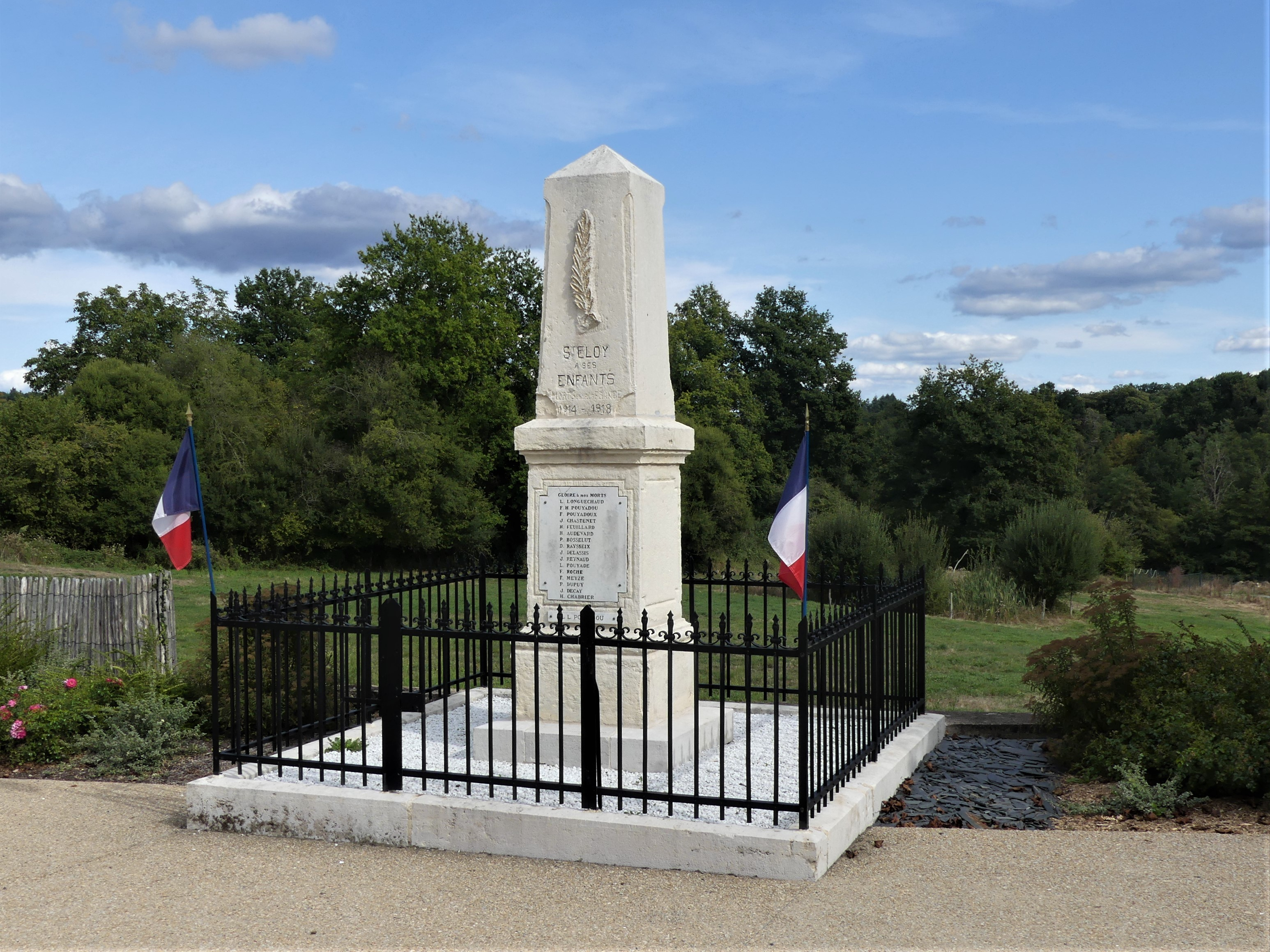
Le monument aux morts.

### Héraldique
| Blason de Saint-Éloy-les-Tuileries | Blason  | Écartelé : aux 1er et 4e de gueules à la tour d'argent maçonnée de sable, aux 2e et 3e d'or à trois bandes de sinople. |
| Blason de Saint-Éloy-les-Tuileries | Détails | Armes des Dumas et des Salagnac. Blason voté le 19 septembre 1986, sur proposition de l'héraldiste Robert Merceron.    |